# Antonio Ramos Espejo (periodista)
Antonio Ramos Espejo (Alhama de Granada, Granada; 21 de diciembre de 1943-Sevilla; 25 de febrero de 2023) fue un periodista y escritor español.

## Biografía
Licenciado en Ciencias de la Información y en Filosofía y Letras. Premio Extraordinario de la Universidad de Sevilla por su tesis doctoral El Periodismo en Gerald Brenan. Ha sido director de Diario de Granada, Córdoba y de El Correo de Andalucía, de Sevilla. Profesor en la Facultad de Ciencias de la Información de la Universidad de Sevilla.
Corresponsal de EFE y Ya, en Roma, ha sido redactor del diario Sol de España de Málaga, y del Ideal de Granada, además de colaborador de la revista Triunfo, El Mundo, La Ilustración Regional, Noticias Obreras (HOAC), Tiempo  e Interviu. Coautor de las obras Crónica de un sueño y Memoria de la Transición en Andalucía. En 2003 la editorial Comunicación y Turismo le nombró director de la Enciclopedia General de Andalucía, obra en la que coordina a más de doscientos colaboradores.
En 2007 se le otorgó el Premio Andalucía de Periodismo, en la modalidad de Televisión. 
En 2020 fue nombrado Hijo Predilecto de su ciudad natal, Alhama de Granada.
El Ateneo Casablanca lo nombró Socio de Honor en 1989.

## Publicaciones destacadas
- Andalucía: Campo de Trabajo y Represión (1978)
- Pasaporte andaluz (1981)
- El caso Almería (1982)
- Después de Casas Viejas (1984)
- De Fuente Obejuna a Marinaleda (1985)
- El cinco a las cinco con Federico (1986)
- García Lorca en Fuente Vaqueros (1986)
- Ciega en Granada (1990)
- García Lorca en los dramas del pueblo (1998)
- García Lorca en Córdoba (1998)
- Más lloraron los reyes andaluces (2000)
- Crónica de Gerald Brenan (2002)
- Carlos Cano. Una vida de coplas (2004)
- Entre iguales: un rey y un periodista. Alfonso XII y Seco de Lucena en los terremotos de Andalucía (2007)